# Lennox Lewis
Lennox Claudius Lewis (London, West Ham, 1965. szeptember 2. –) angol-kanadai bokszoló, korábbi WBC, IBF, IBO világbajnok. Beceneve: „The Lion” (Oroszlán).

## Pályafutása
Amatőrként 1986-ban aranyérmes lett a nemzetközösségi játékokon nehézsúlyban. 1988-ban szintúgy aranyat szerzett az olimpiai játékokon Riddick Bowe legyőzésével. 1989-ben lett profi. 1992-ben megnyerte a WBO címét Donovan Ruddock legyőzésével. 1994-ben elvesztette, majd 3 évvel később újra elnyerte a WBO nehézsúlyú övét Oliver McCall ellen. 1999-ben Evander Holyfield ellen megszerezte az IBF és az IBO övét is. 2 évvel később Hasim Rahman ellen mindkettőt elvesztette, ám a visszavágón visszanyerte a címeket, amelyeket még megvédett Mike Tyson és Vitalij Klicsko ellen, majd 2003-ban visszavonult.